# Petra Boesler
Petra Boesler (ur. 19 września 1955 w Berlinie) – niemiecka wioślarka reprezentująca NRD, srebrna medalistka olimpijska i dwukrotna medalistka mistrzostw świata.

## Kariera sportowa
Wystąpiła na igrzyskach olimpijskich w Montrealu w 1976, gdzie wspólnie z Sabine Jahn zdobyła srebrny medal w dwójkach podwójnych. W finale uplasowały się o 3,50 sekundy za osadą Bułgarii i o 2,07 sekundy przed osadą ZSRR. Był to debiut tej konkurencji w programie olimpijskim. Jednocześnie był to jej jedyny start olimpijski.
W tej samej konkurencji wspólnie z Jahn zdobyła srebro na mistrzostwach świata w Nottingham (1975). Ponadto osada NRD w składzie: Sybille Tietze, Viola Kowalschek, Petra Boesler, Sabine Gust i Elke Rost (sternik) wywalczyła złoty medal w czwórkach podwójnych ze sternikiem na mistrzostwach świata w Amsterdamie (1977). 
Po zakończeniu kariery została fizjoterapeutką. 
Jej siostra, Martina Boesler, także została wioślarką.